# Choristoneura jecorana
Choristoneura jecorana es una especie de polilla del género Choristoneura, tribu Archipini, subfamilia Tortricinae. Fue descrita científicamente por Kennel en 1899.

## Distribución
Se distribuye por Asia: Irán.